# Paolo Levi
Paolo Levi (Torino, 19 marzo 1935) è un critico d'arte e saggista italiano.

## Biografia
Il suo nome all'anagrafe di Torino è registrato come Paolo Benedetto Salvatore Giuseppe. Quest'ultimo è il nome del nonno materno, Giuseppe Foà, tipografo del periodico La Rivoluzione liberale e Il Baretti di Piero Gobetti. Allo scoppio della seconda guerra mondiale, interrompe la scuola elementare e fugge con la famiglia ebrea nelle Langhe piemontesi. La famiglia Levi si salva grazie ai documenti falsi avuti dal C.L.N. torinese. 

Finita la guerra ritorna agli studi regolari, successivamente entra nell'azienda paterna e contemporaneamente intraprende l'attività culturale con la collaborazione nel 1952 al settimanale “Nuova Repubblica” diretto da Tristano Codignola e al mensile “Atto Pratico” diretto da Alberto Ruggero, con articoli di commenti politici e letterari.
Si avvicina, per la prima volta, all'arte contemporanea nel 1958 con l'evento in Palazzo Carignano, a Torino sul tema “Arte e Poesia nella Resistenza”. Nel 1969 inizia a collaborare al quotidiano Avanti! con recensioni di eventi espositivi pubblici e privati di Torino. Grazie al sodalizio culturale con Umberto Allemandi, direttore editoriale della Giulio Bolaffi Editore, è chiamato dalla casa editrice torinese ad assumere il ruolo di caporedattore degli annuari Bolaffi di pittura, di scultura, di grafica e di specifiche collane d'arte. Negli anni settanta inizia a curare diverse rubriche giornalistiche dedicate prevalentemente all'analisi critica connessa al mercato internazionale dell'arte, in un ambito specifico del tutto inedito in quegli anni, collaborando con continuità con i periodici Capital, Bell'Italia, Architectural Digest, l'Europeo, Il Mondo e i quotidiani Il Sole 24 Ore e La Repubblica.
Dal 1969 ha diretto, prima per la Giulio Bolaffi Editore e poi per la Giorgio Mondadori Editore, il Catalogo nazionale d'arte moderna. Con gli stessi editori realizza il Catalogo internazionale d'arte moderna, il Catalogo nazionale dell'antiquariato, il Catalogo nazionale della grafica, il Catalogo nazionale degli scultori italiani e gli 11 volumi del Dizionario biografico dei pittori ed incisori italiani. Dal 1969 al 1980 è caporedattore dei libri e dei cataloghi della Giulio Bolaffi Editore, collaborando con una rubrica fissa e servizi sulla rivista Bolaffi Arte, una delle prime riviste italiane dedicate all'arte antica, moderna e contemporanea. Negli anni ottanta collabora con la rivista Arte e cura numerose monografie dedicate ad artisti italiani contemporanei in ambito sia figurativo che informale. Dal 1981 al 1985 è direttore editoriale della Giorgio Mondadori Editore.
Negli anni seguenti continua la sua collaborazione come consulente, mantenendo la direzione del Catalogo d'arte moderna e curando una lunga serie di monografie e volumi tematici. Nel 1986, crea Editrice Elede, società di servizi editoriali che realizza, oltre a pubblicazioni d'arte, monografie e volumi tematici, eventi espositivi per enti pubblici e aziende private. Dal 1986 al 2007 riceve numerosi incarichi dalla Regione Autonoma della Valle d’Aosta per la realizzazione di esposizioni. Nel 1987 pubblica presso la Giorgio Mondadori Editore il volume Le tavolozze di Narciso, raccogliendo i suoi più importanti scritti dedicati ai pittori italiani figurativi del secondo dopoguerra, da lui incontrati e intervistati nel corso degli anni.  Nel 1994, il Presidente della Repubblica Oscar Luigi Scalfaro riceve in udienza Giorgio Mondadori, presidente dell'Editoriale Mondadori s.p.a., accompagnato da Paolo Levi in qualità di direttore editoriale, per la presentazione del Catalogo dell'arte italiana del XIX secolo "Ottocento". Per tutti gli anni novanta sino al 2009 è titolare della rubrica d'arte torinese del quotidiano La Repubblica. Dal 2000 al 2005 è consulente dell'assessorato alla cultura della Regione Piemonte, che gli affidata la responsabilità scientifica delle mostre organizzate nelle sale di Palazzo Cavour. Dal 2010 al 2015 è direttore del bimestrale Effetto Arte, edito a Palermo dalla Effetto Arte Editore. 
Dal 2010 è direttore editoriale della rivista  La gioia dell'Arte . L'anno successivo, è curatore del Movimento degli Arcani da lui creato. Dal 2020 diviene curatore del sito d'arte online Virgiliane . Dal 2021, è direttore generale editoriale dell'enciclopedia  Atlante dell'Arte Contemporanea, DeAgostini .

## Saggi d'arte
- Dialogo con l'autoritratto, Electa, 1992
- Servizio immagine e comunicazione. La collezione d'arte, ERG holding editor, 1993
- Le tavolozze di Narciso. Storie di artisti del nostro tempo, Ed. Giorgio Mondadori, 1994
- Catalogo generale delle opere, Ed. Giorgio Mondadori 2000-2012
  - Piero Maggioni, Walter Lazzaro, Antonio Nunziante, Gabriele Jagnocco, Fabiana Roscioli, Lucio Oliveri, Giovanni Valdelli, Vincenzo Napolitano, Lucia Roletto Frachey, Bruno Landi, Simon Benetton, Francesco Gonzaga, Anna Borgarelli, Normanno Soscia, Patrizio Beccaria, Gianfranco Meggiato, Amedeo Fiorese, Maria Gioia Dall'Aglio, Carlo Balljana, Franco Brescianini, Nino Lupica, Milvia Lauro, Luciana Gallo, Eugenio Mombelli, Luisella Traversi Guerra.
- Catalogo degli Scultori Italiani 2006, Ed. Giorgio Mondadori, 2005
- Transvisionismo, Ed. Giorgio Mondadori, 2006
- L'illusione del sogno, Ed. Giorgio Mondadori, 2007
- Lo spirito della materia tra assenza e presenza, Ed. Giorgio Mondadori, 2007
- Superfici. I colori della non forma, Ed. Giorgio Mondadori, 2008
- Le allusioni del colore, Ed. Giorgio Mondadori, 2009
- Paesaggi. Le stanze della memoria, a cura di Paolo Levi e Valerio Grimaldi, Ed. Giorgio Mondadori, 2009
- Dialogo tra forme, Ed. Giorgio Mondadori, 2009
- Oltre Canova. Incursioni nella ricerca Plastica. Secondo volume, Ed. Giorgio Mondadori, 2009
- Catalogo degli Scultori Italiani 2009-2010, Ed. Giorgio Mondadori, 2009
- Loredana Alfieri, Tra astrazione e realtà, Ed. Giorgio Mondadori, 2009
- Tra forma e figura, Centro Diffusione Arte Editore, Palermo, 2009
- Monreale. Una raccolta d'Arte Contemporanea, Centro Diffusione Arte Editore, Palermo, 2009
- Bluer. Le forme della trasparenza, Ed. Giorgio Mondadori, 2010
- Luci e ombre, EA Editore, Palermo, 2010
- Franca Franchi, catalogo generale delle opere, Ed. Giorgio Mondadori, 2010
- Terza Dimensione, a cura di Paolo Levi e Virgilio Patarini, Ed. Giorgio Mondadori, 2010
- La materia è il colore, a cura di Paolo Levi e Virgilio Patarini, Ed. Giorgio Mondadori, 2010
- Catalogo degli Scultori Italiani 2010-2011, Ed. Giorgio Mondadori, 2010
- Creazioni, EA Editore, Palermo, 2010
- Catalogo degli Scultori Italiani 2011-2012, Ed. Giorgio Mondadori, 2011
- Gallery, EA Editore, Palermo, 2012
- Giuseppe Borrello. L'eleganza di un segno infinito, Ed. Giorgio Mondadori, Milano, 2013
- Protagonisti dell'Arte (scultura), EA Editore, Palermo, 2014
- Protagonisti dell'Arte (pittura e grafica), EA Editore, Palermo, 2014
- Eccellenze. Sguardi sulla pittura italiana contemporanea, EA Editore, Palermo, 2015

## Teatro
- Il caso Pinedus, 1957. Tradotto trasposto come film TV in Germania, in Inghilterra e nel 1972 in Italia

## Mostre e cataloghi
- Antologica Michele Cascella, Principato di Monaco, Palazzo del Governo, catalogo ed. Giorgio Mondadori Milano 1988
- Antologica Giorgio de Chirico, Principato di Monaco, Palazzo del Governo, Francesco Poli, catalogo Electa Milano, 1989
- Francesco Nex antologica, Aosta, Chiesa di San Lorenzo, catalogo Elede Editrice Torino, 1994
- Francesco Nex antologica, Aosta, Chiesa di San Lorenzo, Patrocinio Regione Autonoma Valle d'Aosta, catalogo Elede Editrice, 1995
- Aligi Sassu e il mito del mare, Roma, Circolo Ufficiali, Patrocinio dello Stato Maggiore della Marina, catalogo Elede Editrice, 1995
- Lino Bianchi Barriviera, Omaggio alla Marina, Roma, Circolo Ufficiali, Patrocinio dello Stato Maggiore della Marina, catalogo Elede Editrice, 1996
- Eugenio Guglielminetti, legni ferri e tessiture, Aosta, Chiesa di San Lorenzo, Patrocinio Regione Autonoma Valle d'Aosta, Elede Editrice, 1997
- Giacomo Soffiantino, Torino, Sala Bolaffi, 1998
- 200 Anni del Tricolore, Torino, Palazzo Carignano Museo del Risorgimento Italiano, 1998
- Ut pictura ita visio, Torino, Fondazione Museo Borgogna, Promossa dalla Regione Piemonte, 1999
- Da Segantini a Balla. Un viaggio nella luce, Torino, Palazzo Cavour, Promossa dalla Regione Piemonte. 2000
- Arte e lavoro. Dal verismo al neorealismo, Aosta, Museo Archeologico regionale, Patrocinio Regione Autonoma Valle d'Aosta, catalogo Editrice Elede, 2000
- Nespolo's posters, Bardonecchia, Patrocinio Regione Piemonte, catalogo Editrice Elede, Torino, 2000
- Silvio Vigliaturo, Aosta, Chiesa di San Lorenzo, Patrocinio Regione Autonoma Valle d'Aosta, catalogo Editrice Elede, 2000
- Francesco Casorati, Torino, Sala Bolaffi, Patrocinio Regione Autonoma Valle d'Aosta, 2000
- Irriverenze di Mino Maccari, Verbania, catalogo Editrice Elede, 2001
- Infanzie. Il bambino nell'arte tra ‘800 e ‘900, Torino, Palazzo Cavour, Patrocinio Regione Piemonte, catalogo Editrice Elede, 2001
- Antologica di Piero Maggioni, Aosta, Tour Fromage, Patrocinio Regione Autonoma Valle d'Aosta, catalogo Editrice Elede, 2001
- Silvio Vigliaturo, La silenziosa anima del Vetro, Rivoli, La Torre della Filanda, Patrocinio Regione Piemonte, Città di Rivoli, catalogo Editrice Elede, 2002
- Clemente Pugliese Levi, Pittore Gentiluomo, Vercelli, Museo Leone, Patrocinio Regione Piemonte, Città di Vercelli, catalogo Editrice Elede, 2002
- Kossuth, Movimenti, Torino, Società Promotrice delle Belle Arti, Patrocinio Regione Piemonte, Città di Torino, catalogo Editrice Elede, 2002
- Dvora Weisz, Deserto – Midbar, Torino, Museo dell'Automobile, Patrocinio Regione Piemonte, Ambasciata di Israele a Roma, catalogo Editrice Elede, 2002
- Dvora Weisz, Deserto – Midbar, Rivoli, Torre della Filanda, Gioachino Chiesa, Patrocinio Città di Rivoli, Regione Piemonte, catalogo Editrice Elede, 2003
- Nick Edel Pittore della natura, Torino, Museo Regionale di Scienze Naturali, Patrocinio Regione Piemonte, catalogo Editrice Elede, 2003
- Alberto Ghinzani, Torino, Circolo degli Artisti, Patrocinio Regione Piemonte, Editrice Elede, 2004
- Xavier De Maistre. La natura incisa, Torino, Museo Regionale di Scienze Naturali, Patrocinio Regione Piemonte, 2003
- Borghesia allo specchio, Torino, Palazzo Cavour, Patrocinio Regione Piemonte, 2004
- Crearteatro. Eugenio Guglielminetti, Torino, Palazzo Cavour, Patrocinio Regione Piemonte, 2005
- Wolfgang Alexander Kossuth, Aosta, Centro Saint Benin, Patrocinio Regione Autonoma Valle d'Aosta, 2005
- Cielo Terra e Acque, Aosta, Museo Archeologico Regionale, Promossa dalla Regione Autonoma Valle d'Aosta, 2007
- Artisti europei da Parigi ai Lager, Torino, Museo Diffuso della Resistenza, Patrocinio Regione Piemonte, 2007
- Una raccolta d'Arte Contemporanea Italiana, Monreale, 2009
- Post Avanguardia, a cura di Paolo Levi e Virgilio Patarini, Ferrara, Castello Estense, 2009
- Seduction – Collector's paintings, New York, Eden Fine Art gallery, 2011
- Roma-Gerusalemme. Un percorso spirituale arcano, Roma, Teatro dei Dioscuri, 2012
- Saint Vincent European Arte, Saint Vincent, Patrocinio Regione Autonoma Valle d'Aosta, 2012
- Biennale Internazionale di Palermo, Palermo, 2013
- L'ombra delle colline. I pittori di Giovanni Arpino. Ieri e oggi, Bra, Palazzo Mathis, 2013
- Aligi Sassu. Vissi d'arte, opere 1930-1990, Bellinzona, Palazzo Chicherio, 2013
- Biennale della Creatività, Verona, 2014
- Affinità silenti, Giorgio de Chirico e Ciro Palumbo, Bellinzona, Palazzo Chicherio, 2014
- Premio Città di Catania, Catania, ex Manifattura Tabacchi, 2014
- Biennale Internazionale di Palermo, Palermo, 2015 [1]
- Da Caravaggio ai giorni nostri, Roma, Sale del Bramante, 2015
- Mostra d'arte contemporanea "2° Olocausto: Mediterraneo - Paolo Levi Sergio Brambillasca " 2018 Cremona Galleria Acerbi [2]
- La Forza dell’Immagine, mostra su Alexander Kanevsky, Monreale, 2016 [3]
- Nuovo Rinascimento, opere recenti di Alexander Kanevsky, Palazzo Ducale, Sabbioneta, 2017 [4]
- Deus sive Natura. Riflessioni spirituali di ecologia umana sulle opere di Alexander Kanevsky, Palazzo Grifoni, San Miniato, 2017 [5]

## Incarichi istituzionali e politici
- Consiglio di amministrazione Società Promotrice delle Belle Arti, Torino
- Consiglio di amministrazione Galleria d'Arte Moderna, Torino
- Consulente assessorato per la cultura Regione Piemonte
- Consulente assessorato della cultura Regione Valle d'Aosta
- Presidente commissione cultura di Torino, Partito Socialista Italiano
- Membro Commissione nazionale cultura, Partito Socialista Italiano

## Incarichi editoriali
- Caporedattore libri e cataloghi della Giulio Bolaffi Editore, Torino
- Curatore Catalogo nazionale Bolaffi d'arte moderna, Torino
- Direttore editoriale Giorgio Mondadori, Milano
- Curatore Catalogo nazionale d'arte moderna, Giorgio Mondadori, Milano
- Amministratore delegato e direttore editoriale Elede Srl, Torino
- Direttore editoriale Effetto Arte, Palermo
- Direttore artonline.company
- Direttore editoriale La Gioia dell'Arte, Bari
- Direttore generale editoriale Atlante dell'Arte Contemporanea DeAgostini